# زبان شاهرودی
شاهرودی یک زبان رو به مرگ ایرانی شمال غربی و مرتبط با تالشی است.